# Hippolyte et Aricie (Rameau)
Hippolyte et Aricie è una tragédie lyrique in un prologo e 5 atti dell'abate Simon-Joseph Pellegrin messa in musica da Jean-Philippe Rameau. Costituisce il primo lavoro operistico di Rameau, all'epoca cinquantenne. Composta rapidamente, fu rappresentata il 1º ottobre 1733 all'Opéra di Parigi.

## Vicende storiche
L'accoglienza fu contrastata a causa delle novità introdotte da Rameau rispetto al modello dominante del teatro di Jean-Baptiste Lully: la nuova complessità di linguaggio e l'impianto teatrale, che privilegiava l'aspetto drammatico su quello decorativo. Durante le prove, ad esempio, il secondo trio delle Parche nel secondo atto, risultò così estraneo alle tradizioni interpretative dei complessi dell'Opéra, che né l'orchestra né i solisti riuscirono ad assimilarlo ed esso devette essere tagliato. Dalla contrapposizione tra lo stile antico di Lully e le innovazioni di Rameau nacque una storica querelle tra i sostenitori dei due compositori: i ramistes e i lullystes.
Due successive versioni dell'opera, in parte modificate, furono date, sempre all'Opéra, l'11 settembre 1742, e il 25 febbraio 1757, ed essa fu poi ripresa anche nel 1758 e nel 1767. La prima ripresa moderna al Palais Garnier ebbe luogo nel 1908 in una versione revisionata da Vincent d'Indy, arrivando così a totalizzare un numero complessivo, davvero significativo, di centoquaranta rappresentazioni.

## Organico orchestrale
- 2 ottavini (o musette de cour?)[senza fonte], 2 flauti, 2 oboi, 2 fagotti
- 2 corni, 2 trombe
- timpani
- archi, basso continuo

## Personaggi e interpreti
| Personaggio | Tipologia vocale                   | Interprete della prima, 1º ottobre 1733 (Direttore: François Francœur) | Interprete della seconda versione, 11 settembre 1742 |
| --- | ---------------------------------- | ---------------------------------------------------------------------- | ---------------------------------------------------- |
| Hippolyte (Ippolito) | haute-contre                       | Denis-François Tribou                                                  | Pierre Jélyotte                                      |
| Aricie (Aricia) | soprano                            | Marie Pélissier                                                        | Cathérine-Nicole Le Maure                            |
| Phèdre (Fedra) | soprano                            | Marie Antier                                                           | Mlle Erremans                                        |
| Thésée (Teseo) | basse-taille (basso-cantante)      | Claude-Louis-Dominique Chassé de Chinais                               | Claude-Louis-Dominique Chassé de Chinais             |
| Jupiter (Giove) | basse-taille                       | Jean Dun "fils"                                                        | M. Albert                                            |
| Pluton (Plutone) | basse-taille                       | Jean Dun "fils"                                                        | François Le Page                                     |
| Diane (Diana) | soprano                            | Mlle Erremans                                                          | Marie-Jeanne Fesch "Mlle Chevalier"                  |
| Œnone (Enone), confidente di Fedra | soprano                            | Mlle Monville                                                          | Marie-Angélique Coupé (or Couppé)                    |
| Arcas (Arcade), amico di Teseo | taille (baritenore)                | Louis-Antoine Cuvilliers                                               | Louis-Antoine Cuvilliers                             |
| Mercure (Mercurio) | taille                             | Dumast                                                                 | Jean-Paul Spesoller de Latour                        |
| Tisiphone (Tisifone) | taille                             | Louis-Antoine Cuvilliers                                               | Louis-Antoine Cuvilliers                             |
| L'Amour (Amore) | soprano                            | Pierre Jélyotte                                                        | Mlle Bourbonnois                                     |
| Una sacerdotessa di Diana | soprano                            | Mlle Petitpas                                                          | Marie Fel                                            |
| Parques (le Parche) | basse-taille, taille, haute-contre | Cuignier, Cuvilliers and Jélyotte                                      | Albert, Cuvilliers e Jean-Antoine Bérard             |
| Un seguace di Amore | haute-contre                       | Pierre Jélyotte                                                        | Jean-Paul Spesoller de Latour                        |
| Una pastorella | soprano                            | Mlle Petitpas                                                          | Marie Fel                                            |
| Una barcaiola | soprano                            | Mlle Petitpas                                                          | Marie Fel                                            |
| Una cacciatrice | soprano                            | Mlle Petitpas                                                          | Marie Fel                                            |
| Coro: sacerdotesse di Diana, divinità infernali, barcaioni, abitanti di Trezene, cacciatori, cacciatrici, pastori e pastorelle                                                                               |                                    |                                                                        |                                                      |
| Corpo di ballo: fauni, ninfe di Diana, Amori (prologo); sacerdotesse di Diana (atto I); Furie (atto II); barcaioli e barcaiole (atto III); cacciatori e cacciatrici (atto IV); pastori e pastorelle (atto V) |                                    |                                                                        |                                                      |